# Maison Gaston Castel
La maison Gaston Castel est une maison personnelle construite par l'architecte Gaston Castel en 1924. Située dans le quartier des Cinq-Avenues, dans le 4e arrondissement de Marseille, en France, elle est vendue aux enchères en 1989.
Cette maison située 2, impasse Croix-de-Régnier fait l’objet d’une inscription au titre des monuments historiques depuis le 2 mars 1981.